# Гермель, Станислав Владимирович
Станислав Владимирович Гермель — советский хозяйственный, государственный и политический деятель.

## Биография
Родился в 1939 году в деревне Городище. Член КПСС с 1972 года.
С 1954 года — на хозяйственной, общественной и политической работе. В 1954—2000 гг. — колхозник, тракторист, звеньевой колхоза имени Тельмана Брагинского района Гомельской области
Указами Президиума Верховного Совета СССР от 14 февраля 1975 года и от 27 декабря 1976 года награждён орденами Трудовой Славы 3-й и 2-й степеней.
Указом Президиума Верховного Совета СССР от 7 июля 1986 года награждён орденом Трудовой Славы 1-й степени.
Избирался депутатом Верховного Совета Белорусской ССР 8-го созыва, народным депутатом СССР.
Живёт в Белоруссии.